# Bernd Lötsch

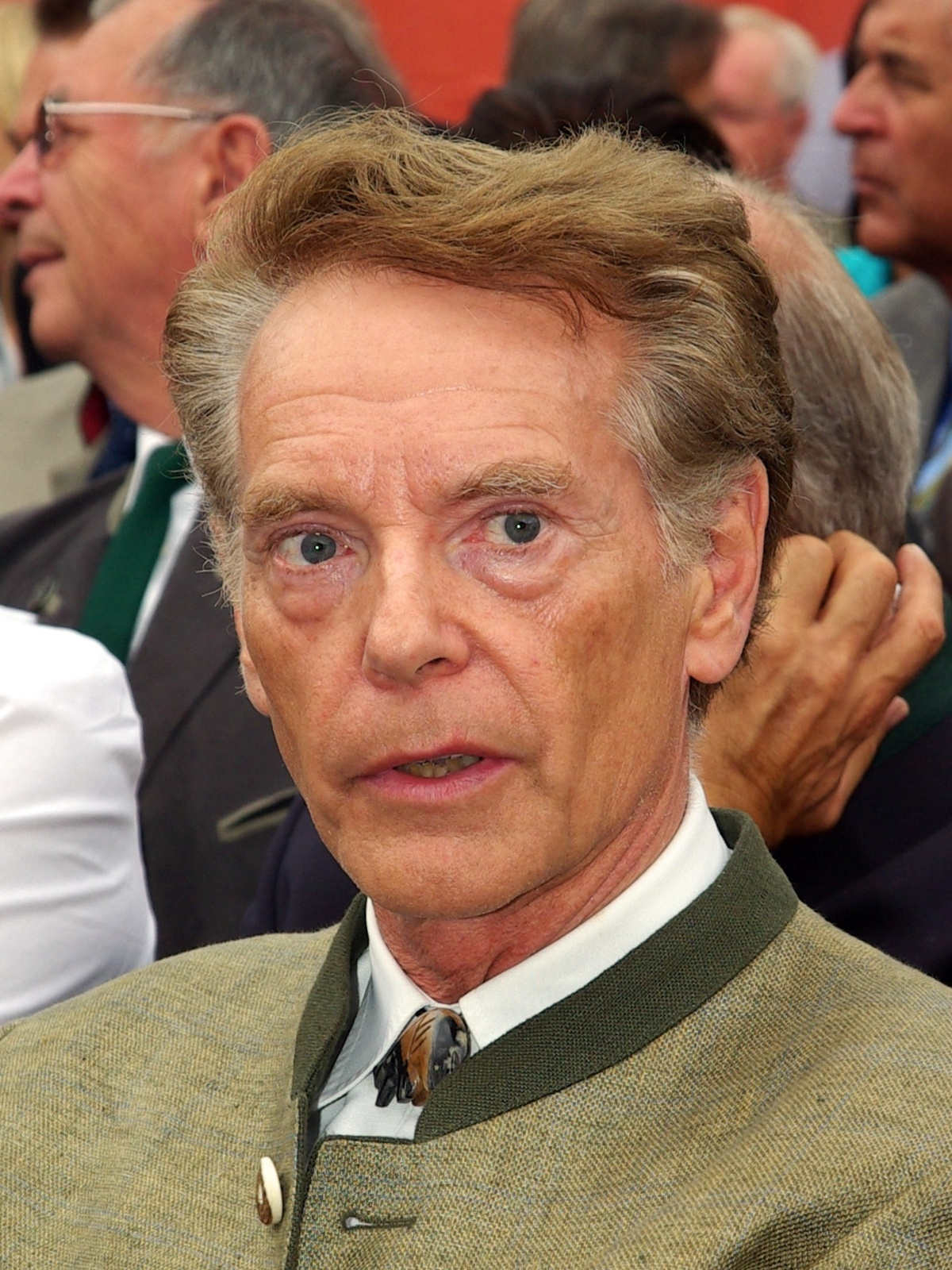
Bernd Lötsch (2008)

Bernd Lötsch (* 13. September 1941 in Wien) ist ein österreichischer Biologe und einer der Wegbereiter der österreichischen Ökologiebewegung.

## Leben
Lötsch ist ein Sohn des steiermärkischen Dokumentarfilmpioniers Bruno Lötsch, der ab den 1920er Jahren tätig war.
Bernd Lötsch studierte an der Universität Wien Biologie und Chemie und promovierte 1970 am Pflanzenphysiologischen Institut. Parallel dazu lernte er an der Universität Mikroskopie und wissenschaftliche Kinematographie sowie bei seinem Vater das Filmhandwerk. Von 1966 bis 1973 war Lötsch Assistent am Institut für Pflanzenphysiologie, seit 1970 arbeitete er mit dem Institut für Film und Bild in München und dem Institut für den Wissenschaftlichen Film Göttingen zusammen und produzierte einige Hochschulunterrichts- und Forschungsfilme.
Seit 1970 ist Bernd Lötsch mit Elisabeth Lötsch verheiratet, das Ehepaar Lötsch hat zwei Töchter: Birgit (1974) und Verena (1978).
Lötsch war seit 1969 in Umweltfragen engagiert, unter anderem gegen Planungen einer Neusiedler-See-Brücke und des Wasserkraftwerks Hainburg. 1973 begann Bernd Lötsch mit dem Aufbau des Instituts für Umweltwissenschaften und Naturschutz (zuerst Ludwig-Boltzmann-Gesellschaft, dann ÖAW) und arbeitete als Forscher und Gutachter. Neben vielen Kontakten zu bekannten Wissenschaftlern und Künstlern engagiert er sich seit 1974 in der Gruppe Ökologie (Ingolstadt), wo er sich mit Hubert Weinzierl anfreundete.
Im Jahre 1973 habilitierte Lötsch an der Universität Salzburg. Neben der Arbeit als Dozent an den Universitäten Wien und Salzburg absolvierte er Gastvorlesungen an der Akademie der bildenden Künste Wien, der Medizinischen Fakultät und an mehreren Universitäten des Nahen und Mittleren Ostens. Im Vorfeld der Besetzung der Hainburger Au 1984 war Lötsch einer der Teilnehmer der Pressekonferenz der Tiere und trat dabei als Purpurreiher auf. Seit 1986 war er Universitätsprofessor in Salzburg und Präsident des Nationalparkinstituts Donau-Auen. 1988 war er Referent der UNESCO-Seminare Ecosystems Management. Von 1994 bis 2009 war er Generaldirektor des Naturhistorischen Museums Wien.
Bernd Lötsch wurde öffentlich bekannt mit Vorschlägen für lebensgerechte Stadtgestaltung und Verkehrslösungen, durch Fernsehdiskussionen im österreichischen Fernsehen und durch Stellungnahmen zu aktuellen Umweltproblemen. Er verfasste Grundsatz-Manifeste des Österreichischen Naturschutzbundes und war ein Vorkämpfer für den Biologischen Landbau in Österreich.

## Auszeichnungen
- 1982 Preis der Victor-Gruen-Stiftung
- 1985 Bodo-Manstein-Medaille vom BUND
- 1988 Österreichischer Staatspreis für Audiovisuelle Medien in Forschung und Lehre
- 1994 Konrad-Lorenz-Medaille 1994 des Wiener Volksbildungswerkes
- 1994 Auszeichnung der Österreichischen Gesellschaft für Onkologie
- 1995 Bayrische Naturschutzmedaille des Bund Naturschutz Bayern für die Erhaltung der letzten Bayerischen Donaufließstrecke
- 1996 Berufstitel Gastprofessor der Universität Krems
- 1998 Konrad Lorenz-Staatspreis für Natur- und Umweltschutz
- 1999 Preis der Bruno H. Schubert-Stiftung, Kategorie 1
- 2006 Goldenes Ehrenzeichen für Verdienste um das Land Wien

Lötsch ist Ehrenbotschafter des Jane Goodall Instituts-Austria.